# Възбудено състояние на атома
Във възбудено състояние преминават атомите, когато погълнат енергия. При възбуждане на атома, електрон от състояние с по-ниска енергия, преминава в състояние с по-висока. Електронната конфигурация на състояние на атом с енергия по-висока от основната се нарича електронна конфигурация на възбудено състояние:
6C 1s22s22p2 (основно състояние) + Е → 6C* 1s22s12p3 (възбудено състояние)
E0< E1
Един атом може да има повече от едно възбудено състояние.
Възбуденото състояние е нестабилно. Атомите отделят енергия, и отново преминават в основно състояние. На тези електронни преходи се дължат абсорбционните и емисионните спектри на атома.